# Zoran Janković (vattenpolospelare)
Zoran Janković, född 8 januari 1940 i Zenica, död 25 maj 2002 i Belgrad, var en jugoslavisk vattenpolospelare. Han tog OS-guld 1968 och OS-silver 1964 med Jugoslaviens landslag.
Janković spelade sju matcher och gjorde sex mål i den olympiska vattenpoloturneringen i Tokyo. Han spelade sedan nio matcher och gjorde tjugoett mål i den olympiska vattenpoloturneringen i Mexico City. Han spelade nio matcher och gjorde sju mål i den olympiska vattenpoloturneringen i München där Jugoslavien slutade på femte plats.